# Romont BE
Romont je obec v okrese Bernský Jura v kantonu Bern ve Švýcarsku. Žije zde 199 obyvatel.

## Geografie
Romont leží v nadmořské výšce kolem 750 m, 9 km severovýchodně od města Biel/Bienne. Bývalá zemědělská obec se rozkládá na východním svahu jurského masivu Bözingenberg, na panoramatickém místě vysoko nad rovinou Švýcarské plošiny.
Území obce o rozloze 7,1 km² pokrývá východní svah a s úzkým výběžkem hřeben Bözingenbergu (965 m n. m.). Na severu se území rozprostírá přes synklinální údolí (La Combe), kterým neprotéká žádný vodní tok, až k antiklinále Montagne de Romont (1190 m n. m.). Severně od tohoto hřebene pramení potok Terbez, který se u Péry vlévá do řeky Schüss (francouzsky Suze). Severní hranice vede po hřebeni řetězce Montoz, kde se nachází nejvyšší bod Romontu (1210 m n. m.). Na všech třech jurských hřebenech se nacházejí rozsáhlé jurské vysokohorské pastviny s typickými mohutnými smrky, které zde stojí buď jednotlivě, nebo ve skupinách. V roce 1997 byla 2 % rozlohy obce pokryta zastavěnou plochou, 60 % lesy a lesními porosty, 37 % zemědělstvím a o něco méně než 1 % neproduktivní půdou.
K obci Romont patří několik samostatných zemědělských usedlostí, které jsou roztroušeny na výšinách Jury. Sousedními obcemi Romontu jsou Court, Sorvilier, Péry-La Heutte, Sauge, Pieterlen a Lengnau v kantonu Bern a Grenchen v kantonu Solothurn.

## Historie
Název místa, poprvé zmíněný v roce 1311 jako Redemont, je odvozen od latinského slova rotundus mons („kulatý kopec“, „kulatá hora“). Až do roku 1797 patřila obec k panství Erguel, které podléhalo basilejskému knížecímu biskupství, i když větší vliv mělo v některých obdobích i město Biel. V letech 1797–1815 patřil Romont k Francii a zpočátku byl součástí départementu Mont-Terrible, který byl v roce 1800 sloučen s départementem Haut-Rhin. Na základě rozhodnutí Vídeňského kongresu byla obec v roce 1815 převedena do kantonu Bern jako součást správního obvodu Büren. Na žádost obce Romont byla obec v roce 1841 přiřazena k okresu Courtelary.

## Obyvatelstvo
| Vývoj počtu obyvatel | Vývoj počtu obyvatel | Vývoj počtu obyvatel | Vývoj počtu obyvatel | Vývoj počtu obyvatel | Vývoj počtu obyvatel | Vývoj počtu obyvatel | Vývoj počtu obyvatel | Vývoj počtu obyvatel | Vývoj počtu obyvatel | Vývoj počtu obyvatel | Vývoj počtu obyvatel |
| -------------------- | -------------------- | -------------------- | -------------------- | -------------------- | -------------------- | -------------------- | -------------------- | -------------------- | -------------------- | -------------------- | -------------------- |
| Rok                  | 1850                 | 1900                 | 1910                 | 1930                 | 1950                 | 1960                 | 1970                 | 1980                 | 1990                 | 2000                 |                      |
| Počet obyvatel       | 195                  | 178                  | 131                  | 184                  | 175                  | 215                  | 213                  | 162                  | 178                  | 197                  |                      |

Z celkového počtu obyvatel je 52,8 % francouzsky mluvících, 41,1 % německy mluvících a 2,5 % italsky mluvících (údaj z roku 2000). V posledních letech počet obyvatel opět celkově vzrostl, zejména díky blízkosti měst Biel a Grenchen.

## Hospodářství
Romont se stále vyznačuje především zemědělstvím, převažuje chov dobytka a chov mléka, v blízkosti obce se nachází také několik ovocných stromů. Další pracovní místa poskytují malé místní podniky. V posledních desetiletích se Romont vyvinul v rezidenční obec. Mnoho zaměstnanců dojíždí za prací do města Biel nebo do oblasti Grenchenu.

## Doprava
Obec se nachází mimo hlavní dopravní tahy na kantonální silnici z Frinvillieru do Grenchenu. Romont je napojen na síť veřejné dopravy autobusem, který jezdí z Bielu do Romontu.